# Coussapoa leprieurii
Coussapoa leprieurii là loài thực vật có hoa trong họ Tầm ma. Loài này được Benoist mô tả khoa học đầu tiên năm 1924.